# Hrobice, Pardubice
Hrobice là một làng thuộc huyện Pardubice, vùng Pardubický, Cộng hòa Séc.